# Stereognozja
Stereognozja – termin neurologiczny określający zdolność do rozpoznawania przedmiotów wyłącznie za pomocą dotyku.
Stwierdzono, że u ludzi chorych na chorobę Alzheimera stereognozja znacznie pogarsza się, w przeciwieństwie do innych typów demencji, gdzie to zjawisko nie jest obserwowane.
Upośledzenie stereognozji, jednakże bez uchwytnych zaburzeń czucia powierzchownego nazywane jest stereoagnozją. Świadczy o uszkodzeniu kory płata ciemieniowego.
Stereoanastezja to z kolei niemożność rozpoznania rozmiarów oraz kształtów przedmiotu za pomocą dotyku.

## Technika badania
Badanemu, któremu wcześniej zawiązano oczy, należy dać do rąk znany mu przedmiot. Prawidłowo przedmiot ten powinien zostać rozpoznany przy pomocy ruchów manipulacyjnych palców.